# Setia (Pahae Jae)
Setia is een bestuurslaag in het regentschap Tapanuli Utara van de provincie Noord-Sumatra, Indonesië. Setia telt 1104 inwoners (volkstelling 2010).